# James Wolk
James Joseph Wolk (Farmington Hills, 22 marzo 1985) è un attore statunitense.

## Biografia
Wolk è nato a Farmington Hills, Michigan, da un'insegnante di Arte, Edie, e Robert Wolk, il proprietario di un negozio di scarpe.
È nato da una famiglia ebrea, si è diplomato alla North Farmington High School nel 2003 e poi si è laureato nel 2007 all'Università del Michigan di Musica, Teatro e Danza.
È sposato con Elizabeth Jae Lynch, insieme alla quale ha avuto due figli.

## Carriera
Wolk ha avuto il suo primo ruolo nel 2008 come protagonista del film La mia fedele compagna. Successivamente, nel 2010, prende parte alla pellicola Ancora tu! un film di Andy Fickman.
Nel 2012 entra nel cast del film Le squillo della porta accanto mentre, a partire dal 2013, ricopre il ruolo di Bob Benson in alcuni episodi della serie televisiva Mad Men ricoprendo la parte fino al 2014.
Wolk diventa uno dei protagonisti della sitcom della CBS The Crazy Ones, recitando insieme a Robin Williams e Sarah Michelle Gellar nel ruolo del curatore editoriale Andrew Kennedy; la serie viene cancellata dopo una sola stagione. 
Ottiene nel 2015 una parte nel film di Kyle Patrick Alvarez Effetto Lucifero; sempre nello stesso anno diventa uno dei protagonisti della serie Zoo recitando il ruolo dello zoologo Jackson Oz, fino alla fine della serie nel 2017.

## Filmografia

### Cinema
- The Spiral Project, regia di Jarrett Slavin (2006)
- Ancora tu! (You Again), regia di Andy Fickman (2010)
- Le squillo della porta accanto (For a Good Time, Call...), regia di Jamie Travis (2012)
- There's Always Woodstock, regia di Rita Merson (2014)
- Are You Joking?, regia di Jake Wilson (2014)
- Effetto Lucifero (The Stanford Prison Experiment), regia di Kyle Patrick Alvarez (2015)
- This Is Happening, regia di Ryan Jaffe (2015)
- Mercy, regia di Chris Sparling (2016)
- Erano ragazzi in barca (The Boys in the Boat), regia di George Clooney (2023)
- Sonic 3 - Il film (Sonic the Hedgehog 3), regia di Jeff Fowler (2024)

### Televisione
- La mia fedele compagna (Front of the Class) – film TV, regia di Peter Werner (2008)
- Solving Charlie – film TV, regia di Gregory Hoblit (2009)
- Lone Star – serie TV, 5 episodi (2010)
- Shameless – serie TV, 3 episodi (2012)
- Happy Endings – serie TV, 3 episodi (2012)
- Political Animals – miniserie TV, 6 episodi (2012)
- Vanessa & Jan – serie TV, 4 episodi (2012)
- Mad Men – serie TV, 12 episodi (2013-2014)
- The Crazy Ones – serie TV, 22 episodi (2013-2014)
- Zoo – serie TV, 39 episodi (2015-2017)
- Tell Me a Story – serie TV, 10 episodi (2018-2019)
- Watchmen – miniserie TV, 6 episodi (2019)
- Ordinary Joe – serie TV, 13 episodi (2021-2022)

## Doppiatori italiani
Nelle versioni in italiano delle opere in cui ha recitato, James Wolk è stato doppiato da:
- Marco Vivio in Ancora tu!, Happy Endings, Shameless, Mad Men, Billions, Erano ragazzi in barca
- David Chevalier in The Crazy Ones, Tell Me a Story
- Andrea Mete in Le squillo della porta accanto
- Davide Albano in Zoo
- Gabriele Lopez in Mercy
- Simone D'Andrea in Watchmen
- Nanni Venditti in Goliath
- Giorgio Borghetti in Ordinary Joe
- Gabriele Marchingiglio in Sonic 3 - Il film